# Cantone di Le Ribéral
Il cantone di Le Ribéral è una divisione amministrativa dell'Arrondissement di Perpignan.
È stato costituito a seguito della riforma approvata con decreto del 26 febbraio 2014, che ha avuto attuazione dopo le elezioni dipartimentali del 2015.

## Composizione
Comprende i 7 comuni di:
- Baho
- Baixas
- Calce
- Peyrestortes
- Pézilla-la-Rivière
- Saint-Estève
- Villeneuve-la-Rivière